# 佐竹義忠
佐竹 義忠（さたけ よしただ）は、江戸時代中期の大名。出羽国岩崎藩の第3代藩主。佐竹壱岐守家3代当主。通称は多宮。官位は従五位下・壱岐守、播磨守。

## 略歴
第2代藩主・佐竹義道の三男。母は初代藩主・佐竹義長の娘・明鏡院。幼名は富之助。
長兄の義明が本家の藩主となり、次兄の義敏は早世したため、宝暦13年（1763年）3月29日に義道の嫡子になった。同年4月15日、10代将軍・徳川家治に御目見した。同年5月14日、父の隠居により跡を継いだ。同年12月9日、従五位下・壱岐守に叙任された。隠居後、播磨守に遷任された。安永9年（1780年）11月7日、養嗣子の義祇（義敏の子で甥にあたる）に家督を譲って隠居し、天明7年（1787年）9月24日に死去した。
法号は観量院法性賢融。墓所は東京都板橋区小豆沢の総泉寺。

## 系譜
父母
- 佐竹義道（父）
- 昆、明鏡院 - 佐竹義長の娘（母）

側室
- 川井氏
- 朝比奈氏

子女
- 佐竹義恭（長男） 生母は川井氏
- 春 - 青木一貞正室、生母は朝比奈氏

養子
- 佐竹義祇 - 佐竹義敏の長男